# Вайнаська міфологія
Вайнаська міфологія — міфологія народів нахської мовної групи (інгушів, бацбійців та чеченців). Перекази, легенди, обряди та фольклор записані етнографами зі слів старців .

## Пантеон

### Боги природи
- Дела — Деміург, верховний бог[1].
- Села — бог-громовержець, також бог вогню та домівки[1].
- Гела — бог сонцю[2][3].(Ймовірно ще звався Галь-ерд)[4].
- Дарза-нана (Фурки) — богиня завірюх[1][5].
- Міха-нана — богиня вітру.
- Елта — бог полювання та врожаю[1][5].
- Села-Сата — богиня мистецтва та ремеслу, покровительниця дівчат.
- Тушолі — богиня весни и плодоріддя[1].
- Ел-да (Ештр, Етер) — бог мертвих[1][5].
- Уна-нана — богиня смерті та хвороб[5].
- Хи-нана — богиня води[5][6][7].
- Аза — матір бога сонцю Гели. За іншими переказами є донькою сонцю[2][3].
- Бетта — божество Місяцю[1].
- Делі-Малх — сонце (букв. «боже сонце»)[1].
- Кінч — матір богині Місяцю[1][5].
- Мож — сестра Місяцю та сонцю[1].
- Мехка-нана — богиня гірної місцевості. Раніше жителі аула Гвілеті її високо вшановували і обов'язково їй молилися, перш ніж зійти на гору Башлам. Ця богиня допомагала мандрівникам та тим, хто ходив у гори. Мехканана знає, де на горі заховані скарби. Восени вона по низу гори простягає невидиму мотузку, і хто її перейде, той неминуче замерзає.[6].

### Боги-покровителі

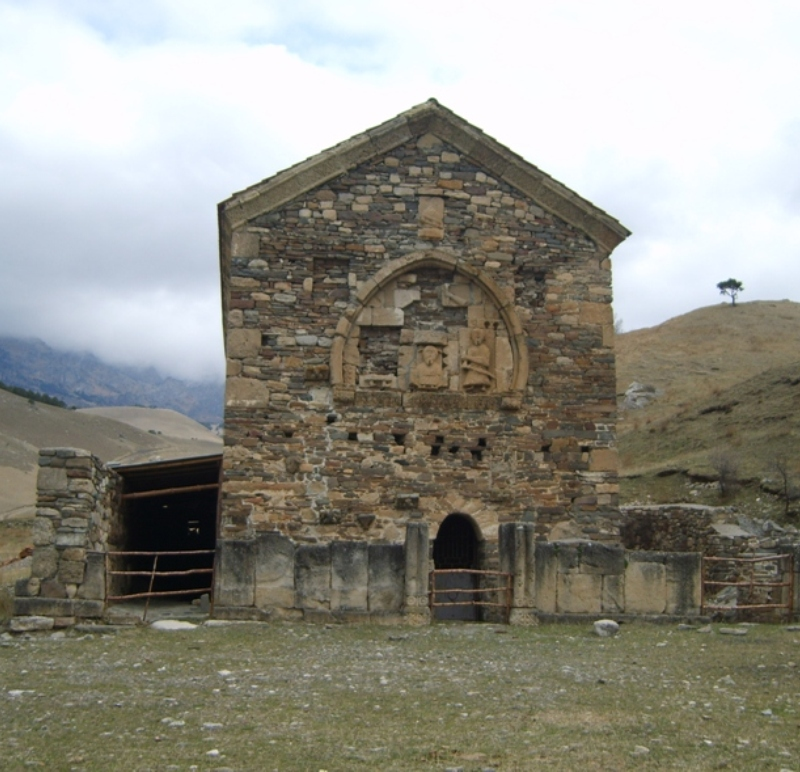
Тхаба-єрда в Джейрахському районі Інгушетії

- Мятцелі — старший брат Тамижа і Амгалі. Найвідоміший і шанований з усіх богів. Його ім'ям названо місяць липень і день тижня (неділя). Особливе заступництво він надає жінкам[1].
- Тамамаш-ерда — (Тамиж-ерда). У перекладі з ІНГ. "крилатий дух "(Тамам-крило[1]).
- Амгалі-ерда — брат Тамиж-ерда. Мешкає на горі Будур-лам в селі Хулі[1].
- Молдз-ерд — Бог війни (в перекладі з ІНГ. «спритний дух»)[1].
- Сусол-дяла — підлеглий бога Мятцелі[1].
- Болом-дяла — За переказами, коли частина Інгушської сім'ї переселялася ближче до бацбійців, при підйомі в гори, одній дівчині стало погано, і вона вигукнула "Даьлой, ва даьлой! (Боже! О Боже!). Раптом все покрилося непроникним туманом, а коли він розсіявся, на голій до того часу піщаному грунті зеленіла соковита трава. Після цього дива половина сім'ї (Хілі-уачі) повернулася назад і оселилася в Арзі. На честь відзначення дива збудували храм Болом-дяла (Болом).
- Тхаба-ерда («Святий (дурда) двох тисяч» " — спочатку був християнським храмом, який в подальшому перетворили в язичницький і влаштовували жертвопринесення богам[1][7].
- Магал[8] (Маги-ерда) — був провісником, в його будинку жила зірка вітрів, змія і пташка-несуча благодать(стриж)[1].
- Мелер-ерда/Дені- покровитель напоїв (вино, пиво). На Західній .стороні Лаьжг, поруч з «Мелара-г1ала» в районі «Мелара кхаш» (орні землі, на яких вирощувався хліб і напої для ритуальних свят в навколишніх селах)[1][9].
- Дошо цІу — покровитель віспи, дослівно «Золоте божество». За відомостями б. Альборова, щорічно на сирному тижні до Дня шанування цього покровителя, заготовляли глечик з маслом, пироги, сир. Запрошували в гості односельців і після молінь бенкетували. Головними учасниками свята були жінки. Вимовлялася така молитва «Святий, якщо ти нас відвідаєш, то залиш (вдалися) без шкоди кому б то не було. Іди від нас, милостиво до нас». Вийнявши з глечика масло, господиня каже: «О бог віспи, свої віспини милостиво від нас відійшли» і т. д. Напої на святі не вживали. При захворюванні людини віспою, члени його сім'ї дотримувалися певних правил: не можна показувати такі почуття як печаль і тривогу, дивуватися кількості віспин на тілі хворого, навпаки ж, слід було бути веселими і говорити «золота, хороша, піди від нас». Хто-небудь з близьких повинен був розважати хворого. Також заборонялося роздавати вогонь, їжу з кімнати хворого, шити, носити зброю, курити, входити з брудними ногами, мати статеві зносини. Дозволено було різати курку тільки чорного кольору, кров'ю якої поливали чотири кути будинку. Поки хворий не оговтається, в будинку пекли пироги і роздавали сусідам[10].

## Персонажі Нартського епосу

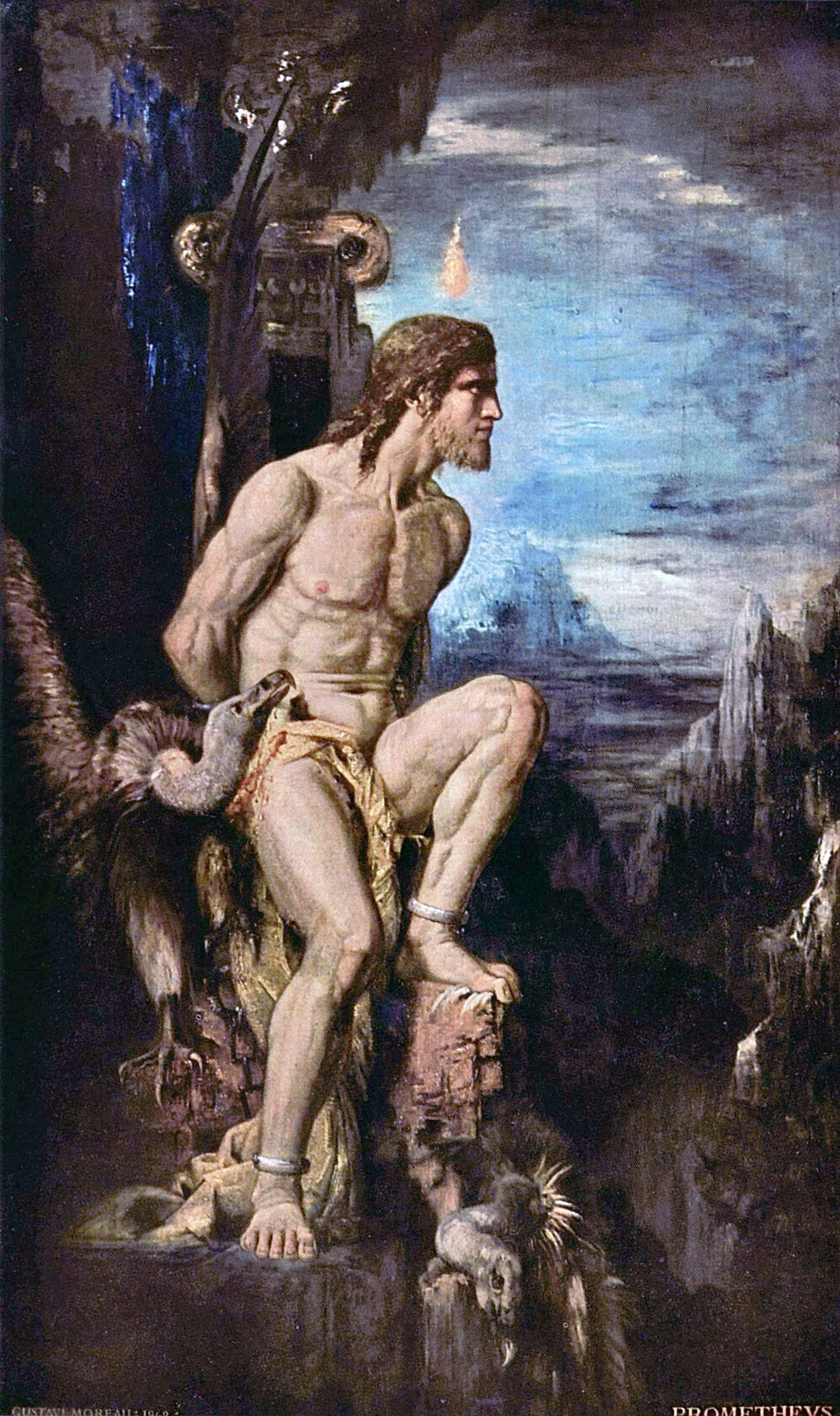
Пхьармат / Курк'о. Картина Прометей (1868) Густава Моро

- Села-Сата[1][6]
- Боткій Ширтка (інг. Боткій Ширтка — «ласка»)[1][6][11]
- Сеска Солса[1][12]
- Хамчій Патриж[6]
- Кіндій Шоа (інг. Кіндій Шоа)[6]
- Сартал-Сармак[6]
- Пхьармат[9] / Курк'о[9]
- Хамчі
- Бятар (інг. Байтар) — молодий чоловік, який жив зі своєю матір'ю. Не брав участі у військових походах, але за потреби міг застосувати зброю у бою. Займався оранкою і пас худобу. Грав на пандурі. Користувався повагою у народу. Між ним і Солсою виникла суперечка про те, хто з них сильніший і мужніший. Цю суперечку вирішив Ештр (бог мертвих), на користь Бятара. Солса уклав з Бятаром дружбу і видав його дочку[6]. У сказанні «Бятар і дівчина» йдеться про те, що Бятар зустрів уночі на цвинтарі гарну дівчину. Як він з'ясував, вона була полоненою князя. Той змушував її щоночі ходити на цвинтарі і повертатися з новинами від загиблого брата, які дівчині передавав великий птах, що прилітає на могилу. Бятар убив птаха та князя, а дівчину забрав із собою. Але дівчина, побачивши вбитого птаха, померла. За селом Сурхахи, за річкою Кен є курган, під яким лежить похована Бятаром дівчина. У сказанні «Бятар і вампал», він обманом змушує вампала відрубати голову, покласти на коліна і поголити її, пояснюючи тим, що Сеска Солса робить також. Бятар знав, що якщо позбавити вампала голови, вона зможе знову прирости до шиї, і тому, коли вампал зняв свою голову і поклав на коліна, він посипав її попелом. Через це голова вампала не прижилася і він помер[6].
- Чопа — син Барата. Був одружений з лісовою жінкою (інг. хьунан кхалсаг, алмас). Від неї в нього було дві дочки та син. Чопа вбив брата лісової жінки. Якось Чопа зустрів на дорозі свого сина. Той пограбував і сильно поранив його в помсту за дядька. Перед смертю Чопа заповів, щоб ніхто не заходив до його кімнати. Але одна жінка залишилася, і побачила, як опівночі з'явилася лісова жінка з дочками, щоб оплакати Чопу. Лісова жінка відчула, що в кімнаті є людина і прокляла жінку. «Хто чує нашу розмову, та не задовольняться душі його потомства!» (інг. «Тха к'амаьл хозаш вовчун тєх'є хійла цхьаккхача хӏаман сатем боацаш»)— сказала вона. Від цієї жінки походять карабулаки (орстхойці). Вони найнеспокійніший народ і нічим не задовольняються[6].
- Кінді — жив зі своїм сином Шоа, недалеко від Егікала, в місцевості званої «Кіндій емараш (інг. Кендій Іімараш — надмогильні стели Кінді)». До цього оповіді Д. Мальсагов зробив таку примітку: «У Гана (міфічний першопредок інгушів.- І. Д.) був син Га, у Га був син Галга, у Галгая був син Кінда, у Кінди був син Шоа. Шоа, син Кінди, жив у селищі Емашка»[6].
- Оршма — батько нарта Арша (інг. Аьрш, Эрш)
- Оршамара Арш (инг. Аьрш, Эрш) — син нарта Оршми
- Джантельг (інг. Джаннтельг) — нарт, мандрував з двома своїми друзями. У сказанні «Джантельг» вони потрапили у світ мертвих і зустріли там чудовисько ешап. Ешап показала їм голови 63 воїнів, які намагалися її вбити. Але Джантельг запевнив ешап, що вони не хочуть її вбивати і зі своїми друзями залишився на нічліг. Вночі, ешап хотіла вбити їх, але Джантельг обхитрив її і кинув у киплячий казан. Кров'ю чудовиська він окропив голови вбитих. 63 воїни ожили і приєдналися до Джантельга[6].
- Бетта Лир (букв. «місяцевий промінь»)[6]
- Малха Аза, Мялха Аза (інг. Маьлха Аза) — донька сонця. Жила на землі у високій вежі, а восени на землю спускалися золоті сходи і вони поверталися на небо до сонця. В одному з оповідей вона є дружиною нарта Тоха (інг. Тӏох), від якого народила сина Моказа (інг. Моакхаз), а в іншому дружиною Хамчій Патріжа, який врятував від батька, що проковтнув її (сонце), дракона (інг. сармака).[6].
- Няртбі (інг. Наьртби)[6]
- Нясар (інг. Наьсар, Наьсарг) — Син нарта Цӏока. У сказанні «Нарт Цок, його син Нясар, Мехка-нана і Хінана», говориться що своє ім'я він отримав на честь річки Нясар. До 14 років виховувався у кабардинського князя, у 15 років був відправлений додому. Прибувши на батьківщину, він побачив, що родове село знищили ногайці. Нясар попрямував слідом ворогів і знищив їх, а дочку ватажка полонив і вирішив узяти за дружину. Повернувшись на батьківське згарище, він вирішив залишити рідні краї, але богині Мехканана і Хінана відмовили його, пообіцявши, що на країну більше ніколи не нападуть вороги. За порадою богинь, Нясар відпустив полонену дівчину, але вона відмовлялася йти і всіляко вмовляла взяти її за дружину. Але коли зрозуміла, що умовляння марні, то звернулася сармаком (драконом) і перед тим як Нясар убив її, вона встигла вкусити його за підборіддя. З того часу він носив бороду, щоб приховати спотворене підборіддя. Мехка-нана і Хінана засватали за нього дочка Сеска Солси [6]. У сказанні «Хто першим оселився в Нясар-Корті», у Нясара були такі довгі вуса, що якщо зв'язати їх на потилиці, то кінці спускалися до пояса. Оселився у Нясар-Корті, на річці Нясарг. Нарт Ачамаз зробив собі шубу з людських борід, а коміром цієї шуби хотів зробити вуса Нясарга. Ачамаз прийшов до нього додому, поранив його, але не зміг убити і загинув від руки Нясара. Оговтавшись від ран, він вирушив у похід до Грузії і полонив людей. Серед них був син грузинського князя, якого Нясар добре напував, годував і не змушував працювати. Через деякий час Нясар відпустив сина князя, і вони разом поїхали до Грузії. У віддаленій кімнаті замку Нясар знайшов дружину князя. До її тіла був прив'язаний труп. Вона розповіла йому, що князь, будучи в полоні, побачив, що дружина Нясара зраджує йому з пастухом і вирішив, що вона теж зраджувала йому з місцевим пастухом, і тому вбив пастуха і прив'язав його труп до її тіла. Нясар узяв із князя слово, що той виконає будь-яке його прохання, і попросив не піддавати дружину таким жорстоким тортурам. Після цього він вирушив додому, і після приїзду, заставши дружину з коханцем, оголосив розлучення і поділ майна між ним, пастухом і дружиною. Під час цього розділу дружина з коханцем померла від розриву серця.[13].
- Жер-баба — з інг. престаріла вдова. Мудра жінка, яка дає поради нартам. Вона має чарівну чашу, їжа з якої не вичерпується. У більшості переказів, вона готує для нартів, що зупинилися на нічліг, велика кількість хліба і галушок з щіпки борошна, що залишилася з благодатних часів. Коли нарти, здивовані тому, як їй це вдається, дізнаються від жер-баби, що благодать закінчилася з їх приходом, то вирішуються на суїцид і випивають розплавлену мідь.[5][6][7].
- Сятал (інг. Саьтал) — нарт, який прославився тим, що за порадою мудрої Жер-баби вбив лісового вепря. У нього був кінь Дурс, що промовляв. Кінь був висотою в три чонар, під ним тремтіла земля, з його очей сипалися іскри, а з ніздрів клубочився туман.[6].
- Орзмі[6]
- Охкар Кант (інг. Охкар Кант) — нарт-орстхоєць, який був у числі 60 воїнів Сеска Солси, його вірний друг. Жив у містечку Охкарі. Він мав наречену Альбіка. Цок (інг. Цӏок' — гірський барс) — таке ім'я йому дали тому, що він за бажання міг харчуватися молоком гірського барсу. Жив у місцевості, де нині розташоване село Гамурзієве та був вождем нартів. Батько нарта Нясара. Був убитий ногайцями, що напали на село. Його син Нясар, який на той час прибув з Кабарди, помстився за смерть батька і знищив ворогів, що залишилися живими.[6].
- Лорса — брат Сеска Солси по батькові[6].
- Германч — нарт, що мешкав у долині Гарма (інг. гарман аре — рівнина, чеч. германія аріє[14], міжріччя Терека та Гӏалмі), на кургані Германч. Ворогував із нартом Козашем, убив усю його сім'ю, але одна з його невісток у цей час гостювала у родичів. Вона була вагітна і через якийсь час народила хлопчика. Онук Козаша помстився за діда і знищив Германча та весь його рід[7].
- Тінін Вюсу[7]
- Фарг (інг. Фарг)[6]
- Лял-Султа[6][11]
- Тох (інг. Тӏох) — нарт, чоловік Малха Ази[6]
- Моказ (інг. Моакхаз — кремень) — нарт, син Малха Ази та нарта Тоха. За словами, Тох розлучився з Малха Азою через те, що вона втрутилася в бій з його ворогом Інкаром. Коли він зрозумів, що без її допомоги ніколи не здолав би ворога, то послав за нею людей. Вона відмовилася повертатись і пішла на небо до сонця. Але перед цим Малха Аза розрізала свій живіт і витягла з нього хлопчика, гарного як сонце. Його назвали Моакхаз (кремінь). Щорічно йому було дозволено підніматися на небо і відвідувати свою матір. За порадою матері, він пролежав один день і одну ніч на вугіллі від багаття з 60 чинар, а потім три дні і три ночі просидів у бочці з молоком гірських барсів. Це загартувало його тіло, він став булатним. Все його тіло було невразливе, крім очей, тому що він лежав на вугіллі із заплющеними очима. Після цього він викликав на поєдинок старого Няртбі голову нартів. Перемігши його, він став новим ватажком. Загинув Моказ від стріли, яка потрапила йому у вічі[6].
- Ешк — жив у Егікалі. Вкрав дочку Сеска Солси, Солса не зміг її повернути, тому що мати Ешка, що володіє небувалою силою, тільки-но доторкнувшись до плеча, зламала йому кістку[6].
- Чухі (інг. Чухьи) — ватажок банди нарт-орстхойців із семи осіб. Чухієва зграя (інг. Чухий ґар) вкрала хлопчика в однієї багатої людини і вимагала викуп. Коли батько зібрав викуп, хлопчик помер через відсутність догляду за ним. Їм оголосили кровну помсту, але навіть втеча не допомогла уникнути покарання. Даьла прирік їх на вічний голод. Мандруючи, вони набрели на житло Жербаби і викрали чарівну чашу (інг. Гуй), їжа з якої не вичерпується. Але бог не залишив цей вчинок безкарним. Повіяв сильний вітер, і всі розбійники, окрім Цазика, разом із чарівною чашею піднялися в небо. Вони перетворилися на зірки. Розбійники кружляють навколо чаші і хочуть до неї дістатись. Бог подарував Жербабі нову чашу та собаку, щоб охороняв її від розбійників. Сузір'я Мала ведмедиця називається «Чухієвою зграєю» (інг. Чухий гӏар), а полярна зірка «судиною» (інг. гуй)[6].

## Нижча міфологія

### Лісові духи
Лісова діва (інг. Хьунан ЙоI) з довгим сріблясто-золотистим волоссям відрізнялася надзвичайною красою. Чоловік, який мав із нею зв'язок, ніколи не знав невдач у полюванні, але якщо чоловік розповідає про неї, то на наступний день його знаходили мертвим
Вочабі мали образ гірського цапа, але найчастіше люди не могли їх бачити, а лише чули їхні голоси, головне завдання- карати мисливців, які могли вбити їхніх тварин. Після цього мисливець зазнав невдачі, або не наважувався більше полювати .
Алмас або хьун-саг (стаг) бувають обох статей. Чоловіки — оброслі вовною, істоти з сокирою в грудях, злісні та підступні. Жінки вирізняються красою. За деякими оповідями, їх можна зустріти в темний час доби на могилах або глухих місцях. Вони просять мандрівників потанцювати з ними і водночас за відмову карають. Також алмас віщує смерть людини сумним співом, вимовляючи його ім'я .

### Духи озер

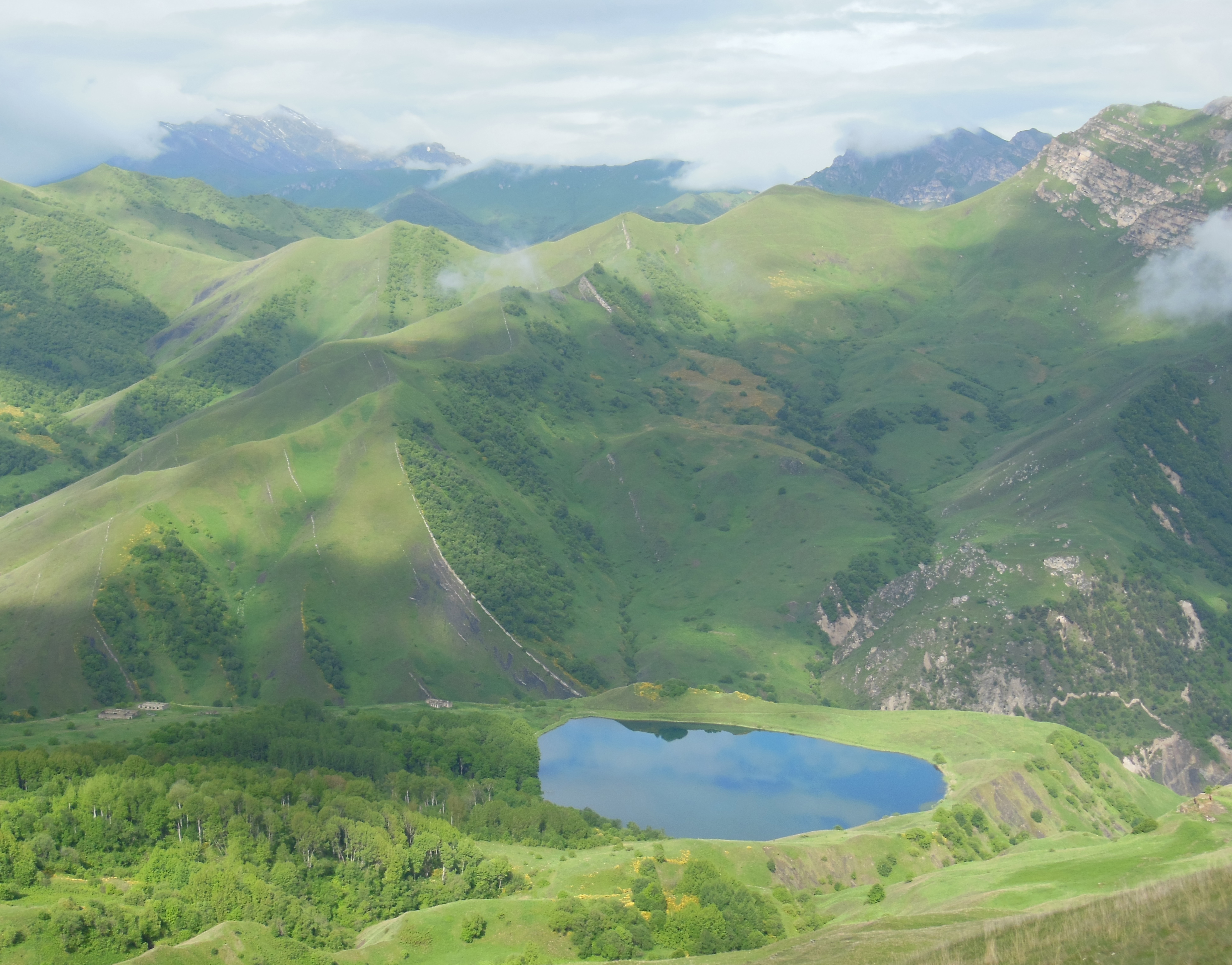
Озеро Галанчож

У гірській Чечні, в Акінському суспільстві, біля селища Галанчож знаходиться невелике озеро; і ось при цій сприятливій умові у чеченців негайно виникає уявлення про дух озеру, якого вони високо шанують. Поетичний міф про виникнення озера Галанчож і культ Духу озера записаний вченим В. Ф. Міллером :
Поблизу аулу Ялхорою, каже переказ, у місці, званому Амка, було раніше озеро. Якось мати з дочкою вирушили на берег його і з нерозумності стали прати брудні пелюшки в кришталевій воді. Розгніваний Дух озера за це осквернення обернув обох жінок у каміння, яке й тепер ще видніє біля Амки. Але й озеро не хотіло залишатися в опоганеному ложі. Воно звернулося до чудового рослого бика, що перейшов скелястий кряж, залишивши слід у вигляді величезної виїмки, і спустився вниз майже з прямовисної висоти. Потім бик підійшов до того місця, де тепер лежить озеро і де раніше були розташовані орні ділянки. Одні з місцевих жителів хотіли запрягти бика для роботи, інші казали, що це божий бик і противилися його запряжці в плуг, але, зрештою, бика запрягли. Коли він вів першу борозну, у ній виступив бруд: при другій стало ще мокріше: при третій — із землі виступила вода, при четвертій борозні вода ринула стрімко, затопила поле і всіх людей. Бик зник у хвилях озера. З того часу озеро, що з'явилося раптово, вселяє забобонний страх тубільцям: вони вважають його бездонним і не п'ють його воду.

### Гірські духи
- Алла-Белла — гірський дух[11]
- Бельлас — головний віщий з числа гірських духів[11]

За оповідю « Черкес Іса і чеченець Іса», записаному Ч. Е. Ахрієвим (в аулі Карак), двоє друзів (черкес і чеченець) заночували в гірській печері. Чеченець Іса почув у печері розмову гірських духів. Алла-Белла кликав Бельласа на помини, але той відмовився, ссилаючись на те, що в його печері гості та розповів Алла-Беллі про те, що вони їдуть за нареченою. Коли друзі вдруге заночували в печері, Бельлас передбачив, що у шлюбну ніч черкеса та його дружину вкусить змія. А той, хто почує це пророцтво і передасть іншому, закам'яніє. Чеченець охороняв покої одруженого друга, але цим викликав підозри у черкеса і йому довелося розповісти про підслухану розмову духів. Черкес Іса пішов у печеру духів і ті підказали йому як пожвавити друга. Для цього знадобився дотик ластівки, яка була в голові сина черкеса. Він знайшов його та розповів усю історію. Син погодився пожертвувати своїм життям заради батька. Коли чеченець знову став колишнім, то насамперед попросив принести йому ластівку . За допомогою птаха і подиху на голову і тіло, він оживив сина черкесу .

### Велетні
Вампал — велетень . Бувають одноокими. Мають велику силу, але за своєю природою дурні. Часто зустрічаються в оповідях про нарт-орстхойців .
Є також інший варіант значення слова Вампал — величезний вовк або лев мідного кольору з гривою та іншими атрибутами. У міфологічних сюжетах Нахських (чеченці, інгуші, бацбійці, орстхойці і т. д.) народів часто зустрічається образ величезного кошлатого чудовиська, що має надприродні сили, це Вампал. Ймовірно, поява цієї істоти можна пояснити масою катаклізм, посух, голоду, зникнень худоби та інших подій, незрозумілих горянами на той період часу. Люди не могли зрозуміти, чому на їхньому житті обрушилася напасть. Кішки та вовки Вампали досягають у довжину 1,7 метра, разом із хвостом — 3,5 метра. Вони спритно бігають і стрибають, перелітаючи зі скелі на скелю, мов тінь. Їх вважають повелителями гірської місцевості. Вампали істоти сімейні, але в одній сім'ї більше двох дитинчат з'явитися не може. У Нахських казках Вампал незважаючи на свій сильний жахливий вигляд персонаж позитивний..

### Гноми
Бійдолг-Бяре або Пхьягал-Бяре (букв. «величиною з лікоть», «заячий вершник») — у сказаннях і казках постає ворогом, що краде чужих дружин. Подолати його можна лише за допомогою хитрощів. Іноді він робить позитивні вчинки .

### Дракони
Сармак — дракон, що переважно мешкає в річкових водах. За одним із оповідей, жив на землі цар Сарталу — Сармак, який міг перетворюватися у дракона. Він був переможений нартом Сеска-Солса. Також відомо переказ про те, що дракон Сармак проковтнув сонце .

### Морські істоти
Морський вампал — морський цар. Істота, що мешкає в морі. Він керує морем, у його підпорядкуванні перебувають морські жителі.

### Істоти світу мертвих
Ешап — антропоморфна істота жіночої статі. Охороняє світ мертвих. Часто фігурує в Нартському епосі .

### Вампіри та перевертні
Убур — злий дух, що увійшов до будь-якої тварини; це вампір, що п'є кров в людини .
Гам-саг — перевертень . При перетворенні душа залишає тіло і вселяється в будь-яку тварину. Якщо в цей момент перевернути залишене тіло, то гам-саг помре. За одним із переказів, зі слів жерця Ганижа, вночі вони збиралися разом та кидали жереб. Той, кому випадав жереб, повинен вбити людину .
Гарбаж (Горбож, Гарбаш — буквально позначає «рабиня») — людожер. Подібно до російської Баба-яги живуть у хатинках у лісі, пропонують мандрівникам ночівлю, а вночі їх вбивають. Має чарівний камінь, яким вона може оживити мертвого .